# Поццоль-Гроппо
Поццоль-Гроппо, Поццоль-Ґроппо (італ. Pozzol Groppo, п'єм. Posseu 'd Greupo) — муніципалітет в Італії, у регіоні П'ємонт,  провінція Алессандрія.
Поццоль-Гроппо розташований на відстані близько 440 км на північний захід від Рима, 110 км на схід від Турина, 33 км на схід від Алессандрії.
Населення — 331 особа (2014).

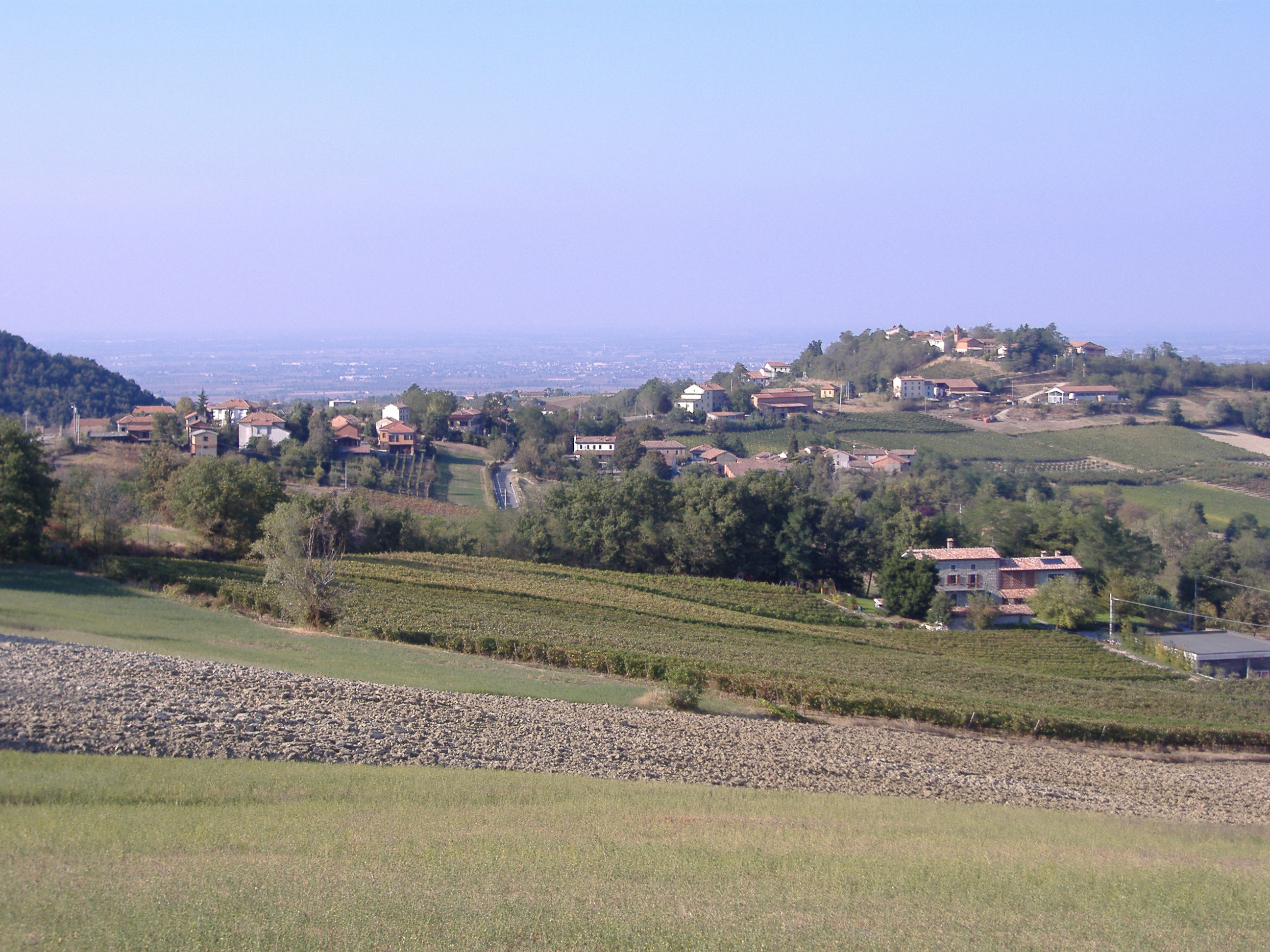

Щорічний фестиваль відбувається 10 серпня. Покровитель — святий мученик Лаврентій.

## Демографія
Населення за роками:

Станом на 1 січня 2023 року в муніципалітеті офіційно проживало 13 іноземців з 6 країн, серед них 8 громадян країн Євросоюзу та 3 громадяни України.

## Сусідні муніципалітети
- Чечима
- Годіаско
- Момпероне
- Монтемарцино
- Вольпедо